# Brunello Vandano
Brunello Vandano (Roma, 1918 – ...) è stato uno scrittore e giornalista italiano due volte candidato al Premio Strega.
Visse al tempo del liceo a Fiume e il luogo è stato spesso oggetto dei suoi scritti.
Ha combattuto in Russia durante la seconda guerra mondiale.

## Giornalista
Iniziò la propria carriera come giornalista, scrivendo su “Cosmopolita” 41 articoli firmati per intero ed altri 9 con lo pseudonimo di “Brun.” pubblicati dal 30 luglio 1944 al 27 dicembre 1945; suo anche un disegno (25 settembre 1945).
Dal 1972 ha collaborato a “Epoca”.

## Scrittore
Nel 1956 ha scritto il suo primo libro: Il quando e il come (Mondadori),  nel 1965 I disperati del Don (Mondadori), nel 1988 Donna con cerchio e spada (Newton Compton), nel 1968 Addio alla grandezza (Mondadori), nel 1990 Nostalgia del male (Leonardo), nel 1991 Labankur (Leonardo), nel 1998 L’inviato del presidente (Piemme) e nel 2004Lei no  (Aragno). Risale al 2009 il suo ultimo libro Ti chiedo ancora 900 miglia, edito da Bompiani e recensito sul “corriere della sera” da Raffaele La Capria.
Venne candidato al Premio Strega nel 1968 con Addio alla grandezza e nel 1988 con Donna con cerchio e spada.